# پارتیزانسکه ۲۵۳۸۴
سیارک ۲۵۳۸۴ (به انگلیسی: 25384 Partizanske، نامگذاری:1999UW1) بیست و پنج هزار و سیصد و هشتاد و چهارمین سیارک کشف شده‌است که در ۱۸ اکتبر ۱۹۹۹ کشف شد.
قدر مطلق سیارک برابر ۲۵.۷ است.